# Sayf al-Din Ghazi II
Sayf al-Dīn Ghāzī (II) ibn Mawdūd (in arabo سيف الدين غازي بن مودود‎?; ... – 1180) è stato emiro di Mosul e nipote di Norandino.
Iniziò a ricoprire la carica nel 1170, dopo la morte del padre Quṭb al-Dīn Mawdūd. Sayf al-Dīn era stato scelto come suo successore dietro consiglio dell'eunuco ʿAbd al-Masīḥ, che mirava a esercitare il potere effettivo al posto del giovane emiro, ma lo stesso padre, proprio sul letto di morte, designò al suo posto al-Malik al-Ṣāliḥ. Il figlio diseredato di Mawdūd, Sayf al-Dīn Zengi II, fuggì allora ad Aleppo alla corte di Norandino, che aspettava solo un pretesto per annettere Mosul. Conquistò Sinjar nel settembre 1170 e assediò Mosul, che si arrese il 22 gennaio 1171. 
Dopo aver spodestato ʿAbd al-Masīḥ, dovette  cedere però il passo a Gümüshtekin, uno degli ufficiali del padre, che assunse la carica di governatore, lasciando a Sayf al-Dīn il titolo nominale di Emiro, accompagnato dal matrimonio con la cugina, figlia di Norandino.
Alla morte di Norandino, avvenuta nel maggio del 1174, Gümüshtekin si recò a Damasco per farsi nominare tutore del figlio undicenne del Sultano, al-Malik al-Ṣāliḥ, e assunse la carica di atabeg (governatore) di Aleppo. Sayf al-Dīn però rifiutò di sostenerlo e ripristinò la sua indipendenza. I nobili di Damasco, preoccupati dal crescente potere di Gümüshtekin, offrirono a Sayf al-Dīn la loro città, ma questi non poté (o non volle) intervenire perché impegnato nella riconquista di Mosul. Damasco fu quindi consegnata a Saladino, di cui gli esponenti della città e l'Emiro arabo Ibn al-Muqaddam avevano chiesto l'intervento in aiuto della città minacciata da Gümüshtekin.
Quest'ultimo assunse il controllo del Bilād al-Shām (Siria islamica), ma Sayf al-Dīn mirava a conquistare Aleppo, che era stata il centro del potere di Norandino. Pertanto inviò suo fratello ʿIzz al-Dīn Masʿūd alla testa di un esercito per combattere Saladino e lo schieramento zengide si scontrò con le forze ayyubidi in una zona vicino a Ḥamā, chiamata Qurūn Ḥamā (in arabo قرون حماه‎?), ossia "I corni di Hamā", dove ʿIzz al-Dīn Masʿūd fu sconfitto. 
In seguito Sayf al-Dīn cercò una rivincita a Tell al-Sulṭān (in arabo تل سلطان‎?), vicino ad Aleppo, ma fu ancora una volta; tornò quindi a Mosul e inviò messaggeri a Saladino offrendogli la sua alleanza, che fu accettata.
Sayf al-Dīn morì di tubercolosi e suo fratello ʿIzz al-Dīn Masʿūd gli succedette nel 1180.